# Сазерленд (Небраска)
Сазерленд (англ. Sutherland) — селище (англ. village) в США, в окрузі Лінкольн штату Небраска. Населення — 1313 особи (2020).

## Географія
Сазерленд розташований за координатами 41°9′33″ пн. ш. 101°7′14″ зх. д. / 41.15917° пн. ш. 101.12056° зх. д. (41.159276, -101.120541).  За даними Бюро перепису населення США в 2010 році селище мало площу 2,69 км², уся площа — суходіл. В 2017 році площа становила 3,37 км², уся площа — суходіл.

## Демографія
Згідно з переписом 2010 року, у селищі мешкало 1286 осіб у 473 домогосподарствах у складі 339 родин. Густота населення становила 479 осіб/км².  Було 534 помешкання (199/км²).
Расовий склад населення:
| - 97,0 % — білих - 0,7 % — корінних американців - 0,2 % — азіатів - 0,1 % — вихідців з тихоокеанських островів - 1,6 % — осіб інших рас |

До двох чи більше рас належало 0,5 %. Частка іспаномовних становила 5,0 % від усіх жителів.
За віковим діапазоном населення розподілялося таким чином: 27,4 % — особи молодші 18 років, 52,9 % — особи у віці 18—64 років, 19,7 % — особи у віці 65 років та старші. Медіана віку мешканця становила 39,9 року. На 100 осіб жіночої статі у селищі припадало 98,2 чоловіків;  на 100 жінок у віці від 18 років та старших — 93,6 чоловіків також старших 18 років.
Середній дохід на одне домашнє господарство  становив 72 971 долар США (медіана — 65 152), а середній дохід на одну сім'ю — 86 386 доларів (медіана — 70 972). Медіана доходів становила 65 735 доларів для чоловіків та 32 426 доларів для жінок. За межею бідності перебувало 5,2 % осіб, у тому числі 3,4 % дітей у віці до 18 років та 4,0 % осіб у віці 65 років та старших.
Цивільне працевлаштоване населення становило 682 особи. Основні галузі зайнятості: транспорт — 32,4 %, освіта, охорона здоров'я та соціальна допомога — 26,2 %, мистецтво, розваги та відпочинок — 6,2 %, роздрібна торгівля — 5,7 %.